# Пропановая бомба
Пропановая бомба — вид взрывного устройства, созданного в кустарных условиях, использующий доступные для покупки баллоны с газом. Пропановые бомбы часто используются в террористических актах и в случаях нападения учащихся на школы.
Пример случая использования пропановой бомбы — Массовое убийство в школе «Колумбайн», во время которого Эрик Харрис и Дилан Клиболд попытались убить учащихся школы, находившихся в школьной столовой. Бомбы не сработали.

## Описание
Большая часть пропановых бомб состоят из баллона с пропаном, внутри которого находится электрический запал, подключённый к таймеру или к детонатору. Расширяющийся газ разрывает корпус баллона, вызывая взрыв, похожий на взрыв бомбы из скороварки или трубчатой бомбы.